# Allen F. Kingman
Allen Frederick Kingman (* 18. Dezember 1893 in New Bedford, Bristol County, Massachusetts; † 4. April 1988 in Chapel Hill, Orange County, North Carolina) war ein Brigadegeneral der United States Army. Er war unter anderem Kommandeur der 2. Panzerdivision.
Allen Kingman war ein Sohn von George M. Kingman (geb. 1861) und dessen Frau Clara Gardner Allen (geb. 1863). Die kompletten Lebensdaten der Eltern sind nicht überliefert. Der Vater war Offizier des US-Heeres.
Im November 1916 wurde er in das Offizierskorps des US-Heeres aufgenommen und der Infanterie zugeteilt. In der Armee durchlief er anschließend alle Offiziersränge vom Leutnant bis zum Brigadegeneral. Zur Zeit der Mexikanischen Expedition war er an der mexikanischen Grenze stationiert. Während des Ersten Weltkriegs war er mit dem 16. Infanterieregiment, das der 1. Infanteriedivision unterstand, in Frankreich eingesetzt.
In den 1920er und 1930er Jahren absolvierte er den für Offiziere in den entsprechenden Rangstufen üblichen Dienst in verschiedenen Einheiten und Standorten. Zwischen 1934 und 1938 war er Dozent am Command and General Staff College in Fort Leavenworth in Kansas. Während des Zweiten Weltkriegs kommandierte Kingman in den Jahren 1942 und 1943 das 67. Panzerregiment, das der 2. Panzerdivision unterstellt war. Diese Einheit nahm an der Landung der Alliierten in Nordafrika teil. Ansonsten war die 2. US-Panzerdivision in Nordafrika nicht in Kampfhandlungen verwickelt, sondern hatte Besatzungs- und Ausbildungsaufgaben. Im April und Mai 1943 war Kingman für einige Wochen Kommandeur der 2. Panzerdivision.
Über seine weitere militärische Verwendung geben die vorhandenen Quellen keinen Aufschluss. Laut seinem Grabstein war er auch im Koreakrieg eingesetzt. Im März 1953 schied er aus dem aktiven Militärdienst aus. Er starb laut Angaben auf seinem Grabstein am 4. April 1988 in Chapel Hill und wurde auf dem dortigen Memorial Cemetery beigesetzt. Andere Quellen nennen den 1. August 1988 als seinen Todestag.

## Orden und Auszeichnungen
Allen Kingman erhielt im Lauf seiner militärischen Laufbahn unter anderem folgende Auszeichnungen:
- Legion of Merit
- Bronze Star Medal
- Army Commendation Medal
- Purple Heart
- Kriegskreuz (Frankreich)
- Kriegskreuz (Belgien)
- Brazilian War Medal (Brasilien)